# 洛伦佐·卡尔邦奇尼
洛伦佐·卡尔邦奇尼（義大利語：Lorenzo Carboncini，1976年9月22日—），意大利男子赛艇运动员。他曾代表意大利参加1996年、2000年、2008年和2012年夏季奥林匹克运动会赛艇比赛，获得一枚银牌。